# Bundesverband Deutscher Stiftungen
Der Bundesverband Deutscher Stiftungen e. V. ist ein Interessenverband der Stiftungen in Deutschland mit Sitz in Berlin. Er vertritt seine Mitglieder gegenüber Öffentlichkeit, Politik und Verwaltung und hat sich zum Ziel gesetzt, das gemeinnützige und gemeinwohlorientierte Stiftungswesen in Deutschland zu fördern und weiterzuentwickeln. Zudem berät der Verband Stiftungen fachlich, vernetzt sie, erhebt und analysiert relevante Daten für den Stiftungssektor und unterstützt Stiftungen über seine Tochter, die Deutsche Stiftungsakademie, bei der Weiterbildung.

## Geschichte
Im Jahr 1948 gründeten Vertreter bedeutender Stiftungen die Arbeitsgemeinschaft Deutscher Wohltätigkeits-, Erziehungs- und Kultus-Stiftungen. Aus ihr entwickelte sich die Arbeitsgemeinschaft Deutscher Stiftungen. Seit 1990 trägt der Verband seinen heutigen Namen. 1986 zog die Arbeitsgemeinschaft aus der Gründungsstadt Augsburg nach Bonn und 1999 weiter in die neue Bundeshauptstadt Berlin.
Im Januar 2018 startete der Bundesverband auf www.stiftungssuche.de seine neue und überarbeitete Stiftungssuche. Damit ist das Verzeichnis Deutscher Stiftungen von nun an komplett online verfügbar und als kostenfreie StiftungssucheBasic sowie als kostenpflichtige StiftungssuchePlus im Abonnement mit umfassenderen Informationen erhältlich. Es gilt als das umfangreichste deutsche Stiftungsregister mit zuletzt rund 31.000 Einträgen.

## Organisationsstruktur
Der Verband hat 2025 mehr als 4.500 Mitglieder und ist der größte und älteste Stiftungsverband in Europa. Über Stiftungsverwaltungen sind dem Verband mehr als 9.800 Stiftungen mitgliedschaftlich verbunden. Daher repräsentiert der Verband mehr Stiftungen, als er Mitglieder hat. 
Im Jahr 2008 ist der Bundesverband Deutscher Stiftungen als Verband des Jahres ausgezeichnet worden. Neben Stiftungen aller Rechtsformen können auch andere gemeinnützige Organisationen sowie Förderinstitutionen Mitglied werden.
Die Geschäftsführung obliegt der Generalsekretärin. Der Bundesverband Deutscher Stiftungen hat folgende Gremien:
- Vorstand des Bundesverbandes Deutscher Stiftungen
- Beirat des Bundesverbandes Deutscher Stiftungen
- Konferenz der Arbeitskreisleitungen
- Ehrenmitglieder des Bundesverbandes Deutscher Stiftungen

### Vorsitzende
- Albert K. Franz (1948–1956)
- Götz Freiherr von Pölnitz (1956–1960)
- Heinrich Berndl (1960–1973)
- Fritz Rüth (1973–1975)
- Rolf Hauer (1975–1990)
- Reinhard Goerdeler (1990–1996)
- Axel Freiherr von Campenhausen (1996–2002)
- Fritz Brickwedde (2002–2008)
- Wilhelm Krull (2008–2014)
- Michael Göring (2014–2018)
- Joachim Rogall (2018–2020)
- Friederike von Bünau (2020–2023)
- Annette Heuser (seit 2023)

### Ehrenmitglieder
Ehrenmitglieder sind Michael Göring, Fritz Brickwedde, Axel Freiherr von Campenhausen, Julia Dingwort-Nusseck, Jörg Koppenhöfer, Wilhelm Krull und Jürgen Chr. Regge.

## Aktivitäten
Der Bundesverband Deutscher Stiftungen vergab in der Vergangenheit die Medaille für Verdienste um das Stiftungswesen, den Deutschen Stifterpreis sowie das Siegel für gute Treuhandstiftungsverwaltung.
Der Bundesverband ist unter anderem aktiv im Trägerkreis der Initiative Transparente Zivilgesellschaft, dem Bundesnetzwerk Bürgerschaftliches Engagement (BBE), dem Bündnis für Gemeinnützigkeit, der Deutschen Gesellschaft für Verbandsmanagement (DGVM), dem Deutschen Kulturrat, dem Deutschen Paritätischen Wohlfahrtsverband (Gesamtverband) sowie der Kulturpolitischen Gesellschaft. International ist der Bundesverband Deutscher Stiftungen bei Philea – Philanthropy Europe Association engagiert. In der Geschäftsstelle des Bundesverbandes Deutscher Stiftungen ist das Bündnis der Bürgerstiftungen Deutschlands, die European Community Foundation Initiative und das Programm Chancenpatenschaften angesiedelt.
Am 1. Oktober findet jährlich seit 2013 auf Initiative des Verbandes der deutschlandweite Tag der Stiftungen statt, an dem Stiftungen ihre Arbeit vor Ort der Öffentlichkeit präsentieren. Die Palette der lokalen Veranstaltungen umfasst beispielsweise Tage der offenen Tür, Lesungen, Feste, Podiumsdiskussionen und Stände in Fußgängerzonen. Ziel ist es, die gemeinnützige Arbeit deutscher Stiftungen bekannter zu machen. Der Tag der Stiftungen soll das Wirken von Stiftungen vor Ort bekannter und begreiflicher machen und zu einer gesteigerten Wertschätzung der gemeinnützigen Arbeit von Stiftungen beitragen.
Der Bundesverband bringt eine Reihe von Publikationen heraus, darunter das digitale Magazin Stiftungswelt. Zudem bereitet der Verband im Rahmen der Reihe Stiftungsfokus aktuelle Themen faktenbasiert auf und stellt Zahlen und Statistiken für Forschung, Medien, Öffentlichkeitsarbeit und Politikberatung zur Verfügung.
Einmal jährlich organisiert der Bundesverband den Deutschen Stiftungstag. Dieser gilt als größtes Stiftungstreffen in Europa.